# 마쓰시마카이간역
마쓰시마카이간역(일본어: 松島海岸駅, まつしまかいがんえき)은 일본 미야기현 미야기군 마쓰시마정에 있는, 동일본 여객철도의 철도역이다.

## 역 구조
1면 2선 구조의 지상역이다.

### 승강장
| 1 | ■ 센세키 선 | 혼시오가마·다가조·센다이·아오바도리 방면 |
| 2 | ■ 센세키 선 | 다카기마치 행                            |

## 역세권 정보
- 마쓰시마섬

## 역사
- 1927년 4월 18일: 미야기 전기철도 마쓰시마코엔역(松島公園駅, まつしまこうえんえき)으로 영업 개시.
- 1944년 5월 1일: 국유화, 마쓰시마카이간역으로 역명 변경.
- 1987년 4월 1일: 민영화에 따라 동일본 여객철도의 소속이 되었다.
- 2003년 10월 26일: 스이카 도입.
- 2011년
  - 3월 11일: 동일본 대지진으로 영업 휴지.
  - 5월 28일: 영업 재개.

## 인접역
| 동일본 여객철도 ■ 센세키 선    | 동일본 여객철도 ■ 센세키 선 | 동일본 여객철도 ■ 센세키 선 |
| ------------------------------ | --------------------------- | --------------------------- |
| 히가시시오가마 아오바도리 방면 | ■ 쾌속                      | 다카기마치 다카기마치 방면  |
| 리쿠젠하마다 아오바도리 방면   | ■ 보통                      | 다카기마치 다카기마치 방면  |